# Dinopsyllus wansoni
Dinopsyllus wansoni är en loppart som beskrevs av Berteaux 1947. Dinopsyllus wansoni ingår i släktet Dinopsyllus och familjen mullvadsloppor. Inga underarter finns listade i Catalogue of Life.